# Micropogonias furnieri
Micropogonias furnieri is een straalvinnige vissensoort uit de familie van ombervissen (Sciaenidae). De wetenschappelijke naam van de soort is voor het eerst geldig gepubliceerd in 1823 door Desmarest.
De vis wordt in kleine aantallen in de kustwateren van Suriname aangetroffen.